# Bagnolo Piemonte

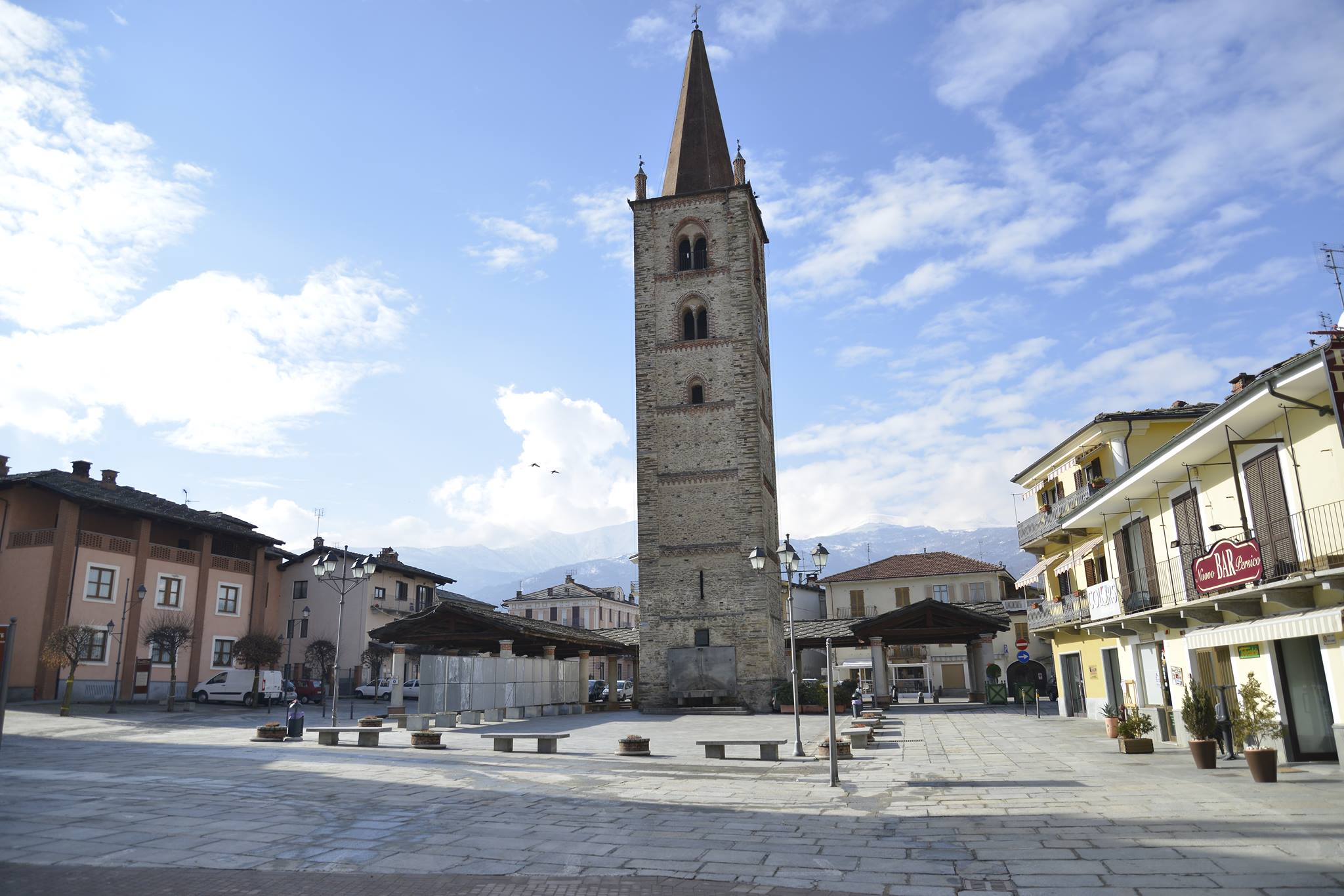
Piazza San Pietro con la sua torre campanaria risalente al XIII - XIV secolo

Bagnolo Piemonte (Bagneul in piemontese, Banhuel in occitano) è un comune italiano di 5 733 abitanti della provincia di Cuneo in Piemonte.
È presente una forte cultura cinese radicata, dovuta all'industria della pietra fortemente presente nel territorio.
Situato in un territorio montano, al confine con il paese Barge si presenta un lago artificiale di modeste dimensioni, denominato "Lago di Rossano".

## Geografia fisica
È situato nella parte più settentrionale della provincia di Cuneo e comprende una zona pianeggiante nella quale sorge il capoluogo, immediatamente alle falde dei rilievi montuosi segnati dal Torrente Grana che scorre in una valle chiusa in alto dalla Punta Ostanetta di 2.375 m s.l.m. e dal Monte Friolànd di 2.720 m s.l.m. A nord confina con la bassa Val Pellice mentre a sud per un tratto consistente con il comune di Barge.
La frazione di Montoso, situata a 1276 metri s.l.m., costituisce un'autentica terrazza naturale. Da Montoso la vista spazia su tutta la pianura Torinese e su buona parte della catena alpina piemontese. Montoso è raggiungibile da Bagnolo Piemonte attraverso una strada agevole lunga circa 10 km o da Bibiana mediante una strada meno agevole che si inerpica per circa 9,5 km ed è chiusa d'inverno.

## Storia
Bagnolo è stato un centro romano compreso nel territorio di Cavour, mentre, lungo lo spartiacque con la Val Pellice, in località Montoso, di 1 230 m, sono state trovate incisioni cruciformi e coppelliformi indice di una frequentazione protostorica del luogo.
Appare agli inizi del Duecento, soggetta a diversi membri di una stessa famiglia uniti in un consortile genericamente indicati come signori di Bagnolo. Uno dei rami più importanti sono gli Albertenghi che nel Seicento possedevano buona parte dei feudi di Campiglione e Bibiana.
I signori di Bagnolo subirono la politica di espansione dei Savoia ai quali lentamente cedettero la signoria. Uno dei primi segni del contrasto si svolse nel 1219 quando nel territorio del comune fu compiuta un'aggressione ad un gruppo di pellegrini vercellesi diretti al santuario di Becetto in Valle Varaita, tacitamente approvata dai signori del luogo ma che causò la reazione militare del comune di Vercelli alleatosi con i Savoia. Il comune venne dato alle fiamme, e il consolidamento territoriale dei Savoia portò al lento decadimento dei signori di Bagnolo: nel 1351 Giacomo di Savoia-Acaia cede una parte del territorio a Pietro Malingri di Bagnolo, mentre nel 1412 Ludovico di Savoia infeuda Amedeo Malingri di Bagnolo. Nel 1400 con un'operazione compiuta da Amedeo d'Acaia l'intero comune venne spostato dalla località attuale del Villar nell'odierna posizione più favorevole ai commerci e al mercato. Prima del Quattrocento il Villar era l'abitato principale del comune: qui sorgeva il castello dei signori del luogo, passato poi ai Savoia e distrutto nel 1592 durante la guerra tra Carlo Emanuele I di Savoia ed Enrico IV di Francia.
La frazione di Montoso, durante la seconda guerra mondiale, dopo l'armistizio del 1943, fu teatro di battaglie tra i partigiani e le forze nazi-fasciste. Si contraddistinguevano col nome di "Partigiani di Montoso" i garibaldini al comando di figure leggendarie come "Barbato" e Petralia. A ricordo delle più di 400 vittime partigiane, militari e civili, negli anni '50 fu eretto un sacrario con un faro sull'altura che sovrasta piazza Martiri della Libertà. Ogni anno, nella seconda domenica di luglio, vengono ricordati i Caduti per la Libertà con una cerimonia civile, una messa e l'intervento di un pastore Valdese ed un rabbino ebraico. Fino agli anni '50 Montoso è stata soprattutto sede di alpeggi e malghe ma, a partire dagli anni '60 si sono sviluppati gli insediamenti abitativi e questa frazione è diventata una località turistica.

### Simboli
Lo stemma comunale riprende il blasone dei conti Malingri di Bagnolo, a cui sono stati aggiunti nel capo i simboli del Piemonte.
Il gonfalone è un drappo di azzurro.

## Monumenti e luoghi d'interesse
- Castello: castello-forte dell'XI secolo, con parco storico seicentesco. Da vedere gli affreschi quattrocenteschi in grisaille nel cortile, sulla facciata del palazzo e nella cappella sotterranea, restaurati di recente, raffiguranti san Sebastiano e la Passione di Gesù. Le cascine del feudo, i mulini sono state restaurati e trasformate in agriturismo mentre il castello-forte e il parco del Palazzo Malingri, di proprietà di Aimaro Isola, discendente della famiglia Malingri, sono visibili in alcuni giorni dell'anno, mentre la tenuta è accessibile a piedi, in bicicletta o a cavallo.
- Monastero di Prad'Mill[6] fondato di recente dai monaci cistercensi provenienti dall'Abbazia dell'isola Lerins, è stato costruito attorno a un borgo e una piccola casa fortezza settecentesca donata dalla famiglia Oreglia d'Isola. Il progetto del monastero è stato sviluppato dagli architetti Maurizio Momo e Aimaro Oreglia d'Isola.
- Chiesa parrocchiale di San Pietro in Vincoli, che venne fondata anticamente e precedente allo sviluppo del borgo quattrocentesco. Un tempo fu di proprietà dei canonici di Oulx e alla pieve di Barge, con le chiese del Villar[7] e del Villaretto[8], come risulta da una donazione del 1122 del vescovo di Torino Bosone ad Ariberto, il prevosto ulciense.
- Chiesa parrocchiale di San Giovanni Evangelista in località Villaretto, in stile ottocentesco, è andata a sostituire la preesistente. Venne costruita tra il 1873 e il 1874, mentre nel 1876 venne eretto il campanile. L'icona dell'Adorazione dei magi è oggi conservata nel Museo di casa Cavassa a Saluzzo ed è opera di Iacobino Longo di Pinerolo. La chiesa conserva numerosi affreschi di Giovanni Borgna: L'Ultima cena, l'ingresso di Gesù in Gerusalemme, situata sulle pareti del presbiterio e sulla volta la Gloria di san Giovanni Evangelista e l'Adorazione del Santissimo, dipinti tra il 1885 ed il 1886. Dello stesso pittore sono due tele raffiguranti una Sant'Antonio Abate e l'altra Cristo in Croce.
- Chiesa di san Giovanni Battista in località del Villar[7] è di edificazione contemporanea alle precedenti. Nel 1413 durante l'episcopato di Aimone da Romagnano venne confermata al frate Piero di Villafranca. Attualmente la chiesa è in stile romanico-gotico a tre navate. All'interno, su una colonna è presente un affresco risalente al tardo quattrocento raffigurante una santa, mentre l'altare maggiore, buona opera del cinquecento, è in legno scolpito dorato.
- Santuario dell'Assunta in località Montoso, un significativo edificio di culto, in pietra di Luserna locale, progettato dall'architetto Aimaro Isola. I lavori di costruzione, cui contribuirono volontariamente molti cavatori, muratori e manovali del luogo, iniziarono nel maggio del 1964 e il santuario venne inaugurato nel giorno dell'Assunta del 1967. Ogni anno, alla vigilia dell'Assunta, si svolge una processione mariana che si snoda lungo tutta la frazione.
- Monumento ai caduti in località Montoso, opera dell'architetto torinese Berlanda. Eretto per iniziativa dei "Partigiani di Montoso", è stato inaugurato il 28 luglio 1952. Sono più di 400 i nomi di partigiani, civili e avieri incisi sulle lapidi che ricoprono le pareti in pietra del monumento.

### Altri luoghi di interesse
- cappella del Castello in località Villar
- chiesa di San Giorgio all'Olmetto
- cappella di San Paolo al Villaretto
- santuario della Madonna della Neve
- santuario dell'Assunta a Montoso
- cappella dei Volosi
- cappella di San Rocco
- monastero cistercense di "Pra 'd Mill"
- chiesa cristiana evangelica M.I.E.
- Torre dei Gosso o torre Cherà in località San Grato

## Società

### Evoluzione demografica
Abitanti censiti

### Etnie e minoranze straniere
Secondo i dati Istat al 31 dicembre 2017, i cittadini stranieri residenti a Bagnolo Piemonte sono 777, così suddivisi per nazionalità, elencando per le presenze più significative:
1. Cina, 438
2. Romania, 197
3. Marocco, 74
4. Albania, 23

## Economia
Una delle attività economiche più importanti del comune è legata alla presenza di numerose cave per l'estrazione di una pietra da costruzione conosciuta come Pietra di Luserna. È uno gneiss a piccoli occhi chiari di feldspato, estremamente laminato, che affiora su un'area di circa 50 km² situata tra la Val Pellice e la Valle Po. Storicamente si ha notizia di tale sfruttamento a partire dal Cinquecento, mentre quello per fini commerciali ebbe inizio a partire dal secolo scorso con un incremento nella seconda metà dell'Ottocento. L'estrazione si sviluppò soprattutto nel territorio di Bagnolo, ma è verso Luserna che si trovavano i più importanti magazzini di stoccaggio serviti dalla ferrovia che giunse nel comune solo nel 1888. È per questo motivo che la pietra assunse la denominazione ufficiale di "Pietra di Luserna". Attualmente i concessionari attivi sono circa 38, e sono quasi tutte di proprietà comunale.
La zona di Montoso-Rucas ha avuto agli inizi degli anni novanta un notevole sviluppo come centro di villeggiatura estiva ed invernale ed è dotata di impianti di risalita, situati in localitàn Rucas, a 5 km circa da Montoso, che portano fino ai 1800 metri di Costa Ciapè. Sempre a partire dagli anni novanta, Bagnolo Piemonte è stato oggetto di un'intensa immigrazione di persone provenienti dalla Cina, (in netta prevalenza originari dei distretti rurali di Wencheng e Yuhu, vicini alla città di Wenzhou della provincia di Zhejiang) che hanno trovato impiego come operai nelle cave. Attualmente contende alla città di Prato, (unitamente alla vicina cittadina di Barge) il primato nella classifica delle comunità di cittadini extra-comunitari di provenienza cinese più grande d'Europa in rapporto alla popolazione locale.

### Natura
- Il parco del castello Malingri di Bagnolo
- Falesie di Prad'Mill sito di arrampicata sportiva
- La tenuta Malingri

## Cultura

### Ricorrenze
Festa patronale di San Pietro

### Feste e fiere
- Festa patronale della frazione Villar (in passato Villaro) "La Carminela" dedicata alla Madonna del Carmine, fino ad alcuni anni fa si svolgeva anche la festa di San Giovanni Battista  (la prevostura ha due santi patroni)
- Festa ëd San Giòrs dell'Olmetto
- Festa patronale di San Pietro
- Il Mese dei Borghi: la manifestazione non viene più svolta in seguito allo scioglimento a fine 2019 dell' Associazione Giovanile "Excalibur" che si occupava dell'organizzazione.[14]
- Rassegna agricola "Difendiamo le nostre radici - La gent, ij mësté e le tradission ëd Bagneul"
- "Fiera della Pietra" (ogni due anni)

## Infrastrutture e trasporti
Fra il 1885 e il 1984 Bagnolo Piemonte era servita da una stazione posta lungo la ferrovia Bricherasio-Barge.

## Amministrazione
| Periodo          | Periodo        | Primo cittadino            | Partito                        | Carica  | Note   |
| ---------------- | -------------- | -------------------------- | ------------------------------ | ------- | ------ |
| 17 novembre 1997 | 28 maggio 2002 | Francesco Beriachetto      | Partito Popolare Italiano      | Sindaco | [ 15 ] |
| 28 maggio 2002   | 29 maggio 2007 | Flavio Manavella           | L'Ulivo                        | Sindaco | [ 16 ] |
| 29 maggio 2007   | 7 maggio 2012  | Flavio Manavella           | L'Ulivo                        | Sindaco | [ 17 ] |
| 7 maggio 2012    | 12 giugno 2022 | Fabio Stefano Bruno Franco | Lista civica                   | Sindaco | [ 18 ] |
| 12 giugno 2022   | in carica      | Roberto Baldi              | Lista civica Uniti per Bagnolo | Sindaco | [ 19 ] |

### Gemellaggi
- Villa Devoto
- Villasimius